# Akiko Sudo
Akiko Sudo (須藤 安紀子, Sudō Akiko, Kokubunji, 7 april 1984) is een voormalig Japans voetbalster.

## Carrière
Sudo speelde voor onder meer Nippon TV Beleza.
Zij nam met het Japans vrouwenvoetbalelftal deel aan de Wereldkampioenschappen in 2003, maar zij kwam tijdens dit toernooi niet in actie. Japan werd uitgeschakeld in de groepsfase met de Argentinië, Duitsland en Canada.

## Statistieken
| Japans vrouwenvoetbalelftal | Japans vrouwenvoetbalelftal | Japans vrouwenvoetbalelftal |
| Jaar                        | Wed.                        | Dlp.                        |
| --------------------------- | --------------------------- | --------------------------- |
| 2003                        | 2                           | 0                           |
| 2004                        | 0                           | 0                           |
| 2005                        | 5                           | 1                           |
| 2006                        | 1                           | 1                           |
| 2007                        | 0                           | 0                           |
| 2008                        | 0                           | 0                           |
| 2009                        | 0                           | 0                           |
| 2010                        | 7                           | 1                           |
| Totaal                      | 15                          | 3                           |